# Morten Ramsland

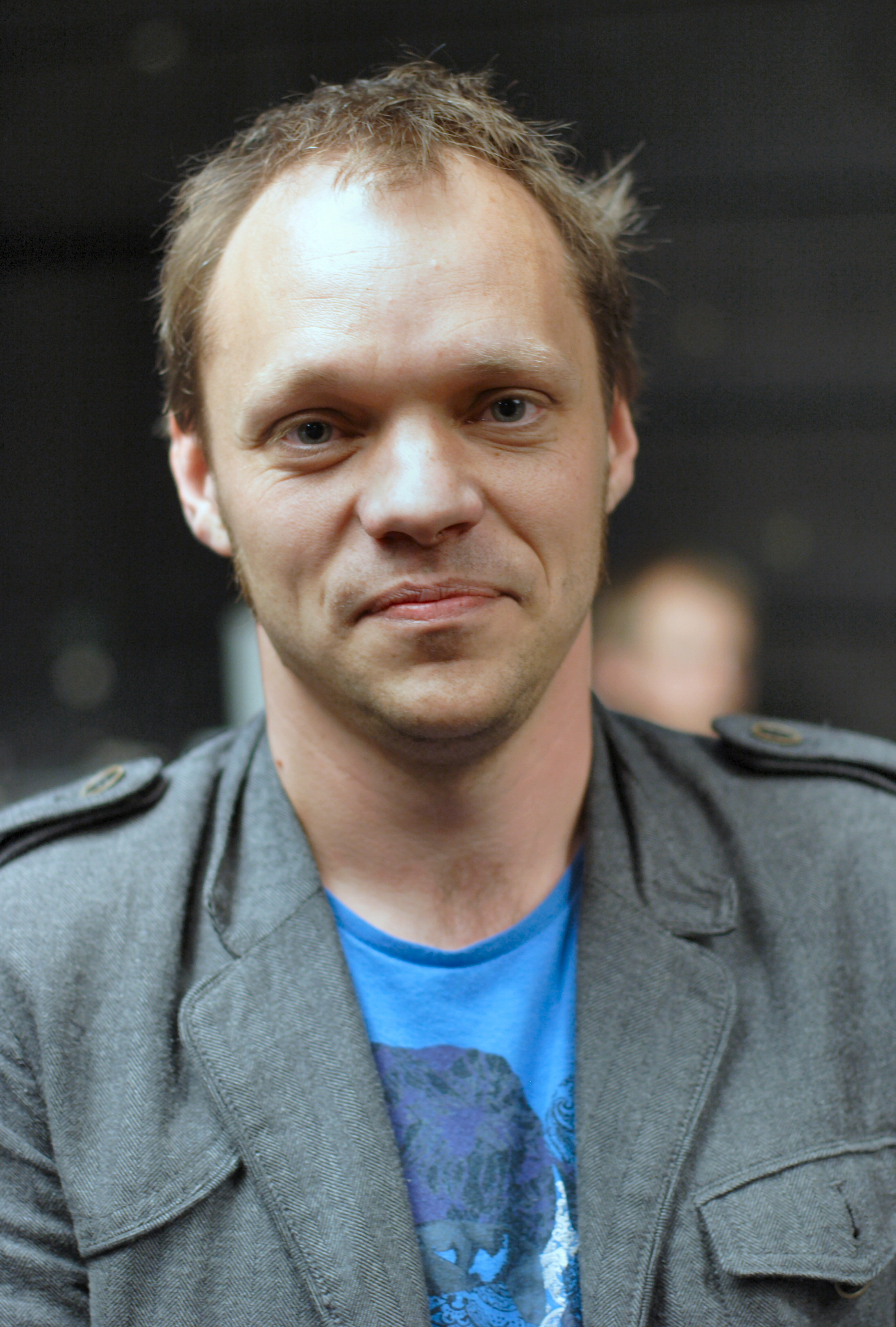
Morten Ramsland (2010)

Morten Ramsland (* 1971 in Odense, Dänemark) ist dänischer Schriftsteller.

## Leben
Morten Ramsland stammt aus einer norwegischen Familie, die nach Dänemark einwanderte. Er selbst wurde in Dänemarks drittgrößter Stadt Odense geboren, wo er aufwuchs und erfolgreich die Søndersø Gymnasium besuchte. Ursprünglich wollte er Naturwissenschaften studieren. Erst im Alter von 20 Jahren entschied er sich für die Literatur und begann ein Studium in Dänisch und Kunstgeschichte, welches er 1999 erfolgreich an der Universität Aarhus abschloss.
Während seines Studiums debütierte er 1998 mit dem Roman Akaciedrømme als Schriftsteller. Der Roman fiel sowohl bei den Kritikern als auch beim Publikum durch. Erst mit seinem 2005 erschienenen Roman Hundehoved, welcher ein Jahr später unter dem deutschen Titel Hundsköpfe beim Frankfurter Verlag Schöffling & Co. erschien, konnte Ramsland seinen Durchbruch als Schriftsteller feiern. Er wurde in 15 Sprachen übersetzt.

## Auszeichnungen (Auswahl)
- 2005: De Gyldne Laurbær für Hundehoved
- 2006: Læsernes bogpris für Hundehoved
- 2006: DR Romanpreis für Hundehoved
- 2010: Danske-Bank-Literaturpreis für Sumobrødre

## Werke (Auswahl)
Romane
- Akaciedrømme (1998)
- Hundehoved (2005)
  - Hundsköpfe, Frankfurt am Main 2005, Schöffling & Co., ISBN 978-3-89561-420-0
- Sumobrødre (2010)
  - Sumobrüder, Frankfurt am Main 2011, Schöffling & Co., ISBN 978-3-89561-421-7

Bilderbücher
- Da Børge B blev gennemsigtig (2004)
- Da Bernard skød hul i himlen (2004)
- Onkel Pedro kommer hjem (2005)
- Pedes uhyrer (2005)
- Havmanden (2006)
- Tarvelige Tom (2006)
- Ungeheuer! (2007)
- Als Bernhard ein Loch in den Himmel schoss (2009)

Gedichte
- Når fuglene driver bort (1993)